# Bradford (Vermont)
Bradford és una població dels Estats Units a l'estat de Vermont. Segons el cens del 2000 tenia 2.619 habitants.

## Demografia
Segons el cens del 2000, Bradford tenia 2.619 habitants, 1.028 habitatges, i 692 famílies. La densitat de població era de 33,9 habitants per km².
Dels 1.028 habitatges en un 33,8% hi vivien nens de menys de 18 anys, en un 51,8% hi vivien parelles casades, en un 12,5% dones solteres, i en un 32,6% no eren unitats familiars. En el 25,5% dels habitatges hi vivien persones soles l'11,8% de les quals corresponia a persones de 65 anys o més que vivien soles. El nombre mitjà de persones vivint en cada habitatge era de 2,48 i el nombre mitjà de persones que vivien en cada família era de 2,98.
Per edats la població es repartia de la següent manera: un 26,2% tenia menys de 18 anys, un 7,6% entre 18 i 24, un 25,5% entre 25 i 44, un 25,1% de 45 a 60 i un 15,6% 65 anys o més.
L'edat mediana era de 40 anys. Per cada 100 dones de 18 o més anys hi havia 88,3 homes.
La renda mediana per habitatge era de 37.270 $ i la renda mediana per família de 42.128 $. Els homes tenien una renda mediana de 30.865 $ mentre que les dones 28.857 $. La renda per capita de la població era de 18.452 $. Entorn del 7,9% de les famílies i l'11,3% de la població estaven per davall del llindar de pobresa.